# Gàttxina
Gàttxina (rus: Га́тчина ) és una ciutat i el centre administratiu del districte de Gattxinski a l'Óblast de Leningrad, Rússia. Es troba 45 km al sud-sud-oest de Sant Petersburg, al llarg de l'autopista E95 que uneix Sant Petersburg i Pskov. Població: 92.937 (cens rus de 2010) . Abans era conegut com Khottxino, Gàttxina (fins al 14 de febrer de 1923), Trotsk (fins a l'agost 2, 1929), i Krasnogvardeysk (fins al 28 de gener de 1944).
Gàttxina, la ciutat més gran de l'oblast de Leningrad, és més coneguda com la ubicació del Gran Palau de Gàttxina, una de les residències principals de la família imperial russa durant els segles XVIII i XIX. El centre històric i el Palau Gàttxina formen part del Centre Històric de Sant Petersburg i conjunts de monuments relacionats , declarat Patrimoni de la Humanitat per la UNESCO. Una altra atracció turística popular a Gàttxina és el Palau Prioratski
Gàttxina s'ha situat molt amunt en els rànquings de qualitat de vida a Rússia.

## Nom
La ciutat ha estat notablement coneguda amb diversos noms al llarg de la seva història. Com és habitual amb les àrees urbanes més grans sota la Unió Soviètica, Gatchina va ser rebatejada per reflectir els canvis d'ideals del govern. Aquest primer va venir en honor a León Trotsky. No obstant això, amb la baralla entre Trotski i Stalin a l'altura, aquest nom es convertiria en problemàtic. Així, la ciutat va ser rebatejada de nou en honor de les tropes soviètiques. A diferència d'altres regions que van patir aquest procés, Gatchina té una història més complexa que porta a múltiples variacions.
| Nom             | Període   | Nomenat per                                  | Poder de govern                           |
| --------------- | --------- | -------------------------------------------- | ----------------------------------------- |
| Khotchino       | 1499–1700 | Desig d'autoritat o estatus nobiliari        | República de Nóvgorod Livònia Imperi Suec |
| Khotchino       | 1700–1917 | Desig d'autoritat o estatus nobiliari        | Tsarat Rus <Imperi Rus                    |
| Khotchino       | 1917      | Desig d'autoritat o estatus nobiliari        | Govern provisional Blancs Unió Soviètica  |
| Khotchino       | 1917–1923 | Desig d'autoritat o estatus nobiliari        | Unió Soviètica                            |
| Trotsk          | 1923–1929 | Lev Trotski                                  | Unió Soviètica                            |
| Krasnogvardeysk | 1929–1941 | Ciutat " Guàrdies Rojos ".                   | Unió Soviètica                            |
| Lindemannstadt  | 1941–1944 | Georg Lindemann                              | </img> Alemanya nazi                      |
| Gàttxina        | 1944–     | Ortografia variant de l'històric "Khotchino" | Unió Soviètica Federació Russa            |

## Història
Gàttxina es va documentar per primera vegada l'any 1499 amb el nom de Khotchino com un poble en possessió de la República de Novgorod. Al segle xvii es va passar a Livònia i després a Suècia en una sèrie de guerres, fins als primers anys de la Gran Guerra del Nord al tombant del 1700 quan la zona va ser retornada a Rússia. El 1703, Gàttxina es va trobar a les proximitats del sud de la nova capital russa, Sant Petersburg, que s'estava construint 45 km al nord a la desembocadura del Riu Nevà. Tot i que tècnicament encara pertanyia a l'Íngria sueca, el 1708, Pere el Gran li va donar Gàttxina a la seva germana, Natalya Alexeyevna, i després de la seva mort el 1716, Pere hi va fundar un hospital imperial i un apotecari. El 1765, va passar a ser propietat del comte Orlov.

### Residència imperial

#### seglexviii

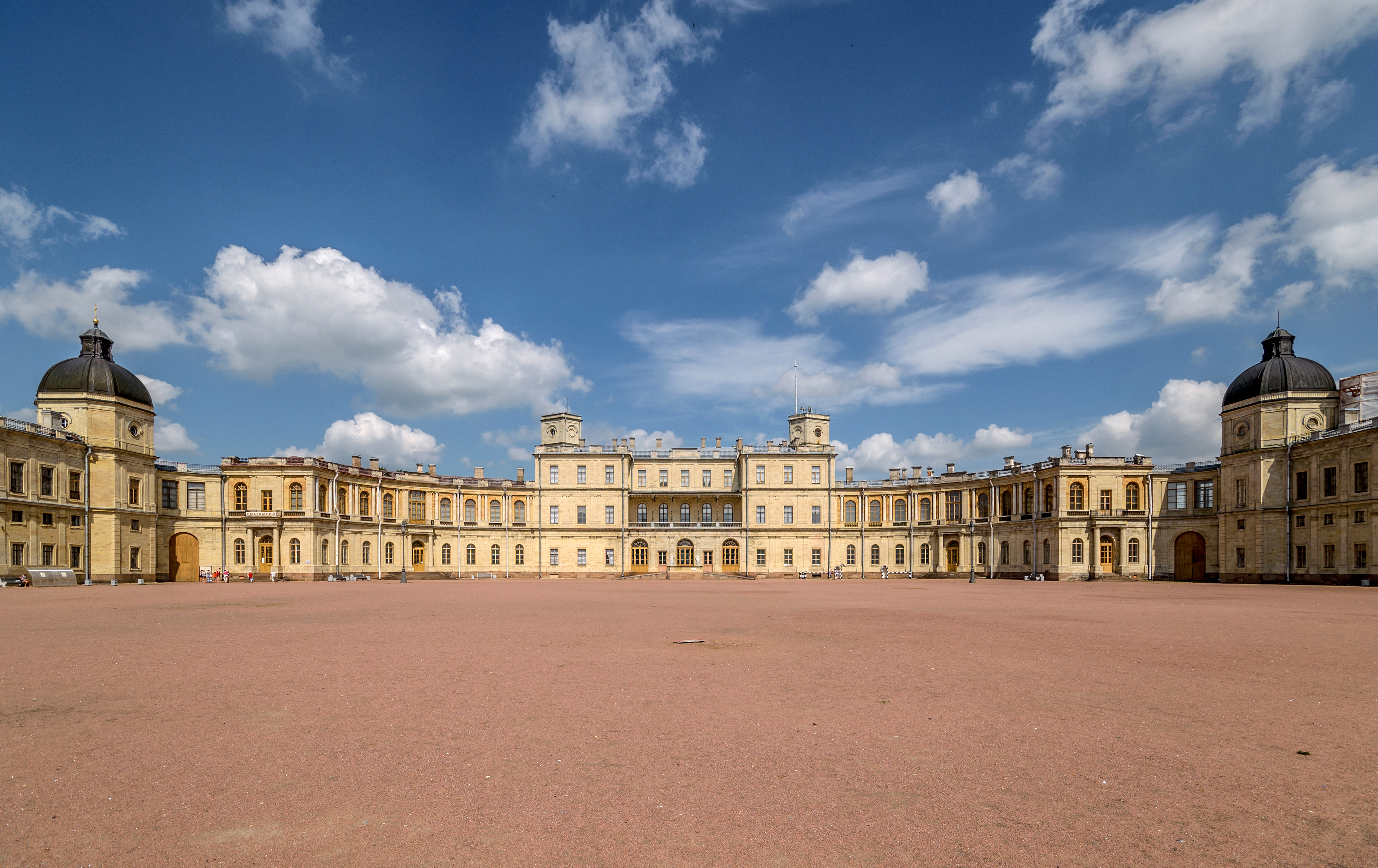
Gran Palau Gàttxina.

El 1765, Caterina la Gran, emperadriu de l'Imperi Rus, va comprar la mansió Gàttxina al príncep Boris Kurakin, que comptava amb el poble i una petita mansió. Gàttxina va ser regalada per Catalina a un dels seus favorits, el comte Grigori Grigoryevich Orlov, que, segons es diu, va organitzar l'assassinat del tsar Pere III tres anys abans, donant com a resultat que ella esdevingués emperadriu. Entre 1766 i 1788, el comte Orlov va construir l'enorme Palau Gran Gàttxina en lloc de la casa pairal original, amb 600 habitacions, un extens parc paisatgístic anglès de més de 7 km², amb un zoològic adjacent i una granja de cavalls. Un arc de triomf va ser erigit segons un disseny de l'arquitecte del Palau Gàttxina, Antonio Rinaldi, formant una entrada monumental. A la mort d'Orlov el 1783, el Palau Gàttxina va ser comprat per Catalina als seus hereus, i el va donar al seu fill, el Gran Duc Pau I de Rússia, el futur tsar Pau I. Durant la seva propietat, Pau va fer modificacions al palau, però també va començar convertint el poble de Gàttxina en una ciutat utilitzant l'experiència dels seus viatges per Europa. Després de pujar al tron, Paul va concedir a Gàttxina l'estatus de Ciutat Imperial, una designació honorífica per a les ciutats que posseïen un palau reial. El palau de Gàttxina va ser ampliat i alterat nombroses vegades pels seus propietaris imperials posteriors, amb l'addició d'interiors rococó dissenyats per Rinaldi i Vincenzo Brenna, i executats per estucadors italians i artesans russos.

#### seglexix
El 1854, es va obrir un ferrocarril que connectava Gàttxina i Sant Petersburg, i el territori de Gàttxina es va ampliar amb diversos pobles dels voltants incorporats a la ciutat. L'any següent el palau de Gàttxina va passar sota la propietat dl'tsar Alexandre II, que el va utilitzar com a segona residència. Alexander va construir un poble de caça al sud de Gàttxina com a refugi on ell i els seus convidats podien gaudir del desert verge del nord-oest de Rússia. Després de l’assassinat d'Alexandre II el 1881, el Palau de Gàttxina va ser cedit al seu fill, el nou tsar Alexandre III, a qui el va informar que ell i la seva família estarien més segurs a Gàttxina que no pas al Palau d'Hivern de Sant Petersburg. Alexandre va passar la major part de la seva vida al Palau Gàttxina, que es va conèixer com La Ciutadella de l'Autocràcia després de les polítiques reaccionàries del tsar. Aquí va signar decrets, va fer recepcions diplomàtiques, representacions teatrals, mascarades i balls de disfresses i altres actes i espectacles. Alexandre III va introduir algunes modernitzacions tecnològiques noves a Rússia al Palau de Gàttxina, com ara escalfadors d'interiors, llums elèctriques, una xarxa telefònica, canonades d'aigua no congelades i un modern sistema de clavegueram. El seu fill, el futur tsar Nicolau II i l'últim tsar rus, va passar la seva joventut al palau Gàttxina, encara que ell i la seva família farien de Tsàrskoie Seló la seva llar. La seva mare, l'emperadriu vídua Maria Feodorovna, vídua d'Alexandre III, era la patrona de la ciutat de Gàttxina, del palau i dels seus parcs.

### Segle XX
Gàttxina va ser honrada com la ciutat més ben cuidada de Rússia a l'Exposició Universal de París de 1900. La qualitat de vida, l'educació, els serveis mèdics i la seguretat pública a Gàttxina van ser reconeguts com els millors, i es va recomanar com a exemple per a altres ciutats de Rússia. El 1910, un dels primers aeròdroms de Rússia es va establir a Gàttxina, i la ciutat es va convertir en un dels primers centres d'aviació i tecnologia de motors de Rússia. El pilot Pyotr Nesterov va ser entrenat a l'aeròdrom de Gàttxina i va fer el seu primer vol de llarga distància des de Gàttxina a Kíiv. El palau de Gàttxina va continuar sent una de les residències imperials oficials del tsar Nicolau II, que presidia les desfilades militars anuals i les celebracions de les guarnicions de l'exèrcit imperial rus, estacionades a Gàttxina fins al 1917.

#### Primera Guerra Mundial
Durant la Primera Guerra Mundial, els principals hospitals mèdics de Gàttxina van ser visitats pel tsar Nicolau II i l'emperadriu Maria Fiódorovna, la mare de Nicolau. II, la seva dona l'emperadriu Alexandra Fiódorovna, així com les seves filles la gran duquessa Olga, la gran duquessa Tatiana, la gran duquessa Maria i la gran duquessa Anastasia.
El març de 1917, l'Imperi Rus es va esfondrar després de l'abdicació de Nicolau II després de la Revolució de Febrer, la qual cosa va provocar una disminució de la importància de Gàttxina, ja que la ciutat i el seu palau van passar a ser propietat estatal del Govern Provisional Rus, que el va convertir en museu.

#### Guerra Civil russa
Poc després, els bolxevics van prendre el poder a la Revolució d'Octubre i va seguir l'esclat de la Guerra Civil Russa. Va veure a Gàttxina lleial al Moviment Blanc, i el palau va ser visitat pel president Aleksandr Kérenski del govern provisional rus deposat el 27 d'octubre de 1917. Durant la visita de Kerenski, va esclatar la baralla a Gàttxina entre els destacaments de la Guàrdia Roja i les unitats cosaques del general Pyotr Krasnov. Els vermells van guanyar la batalla, que havia evitat el palau, i l'1 de novembre van fer una concentració a l'exterior del palau a la plaça principal, on Pavel Dybenko va animar les unitats cosaques estacionades al palau a rendir-se i no oposar-se a les autoritats vermelles. Kerensky va abandonar el Palau Gàttxina aquella nit, i va ser ocupat per les tropes vermelles l'endemà.

#### Període d'entreguerres
El maig de 1918, el museu va ser reobert pels sovietics per a les masses populars vencedores de la revolució russa a Gàttxina. De 1918 a 1941, el Palau GàttxinaGàttxina i els parcs van estar oberts al públic com a museu nacional. El 14 de febrer de 1923, Gàttxina va ser rebatejada com a Trotsk (rus: Троцк ) per les noves autoritats soviètiques, per Lev Trotski. Després que Joseph Stalin es convertís en secretari general del Partit Comunista Rus (b), Trotski va ser exiliat gradualment (i després assassinat per ordre de Stalin), i la ciutat va passar a anomenar-se Krasnogvardeysk (Красногварде́йск), Ciutat de la Guàrdia Roja) el 2 d'agost de 1929.

#### Segona Guerra Mundial

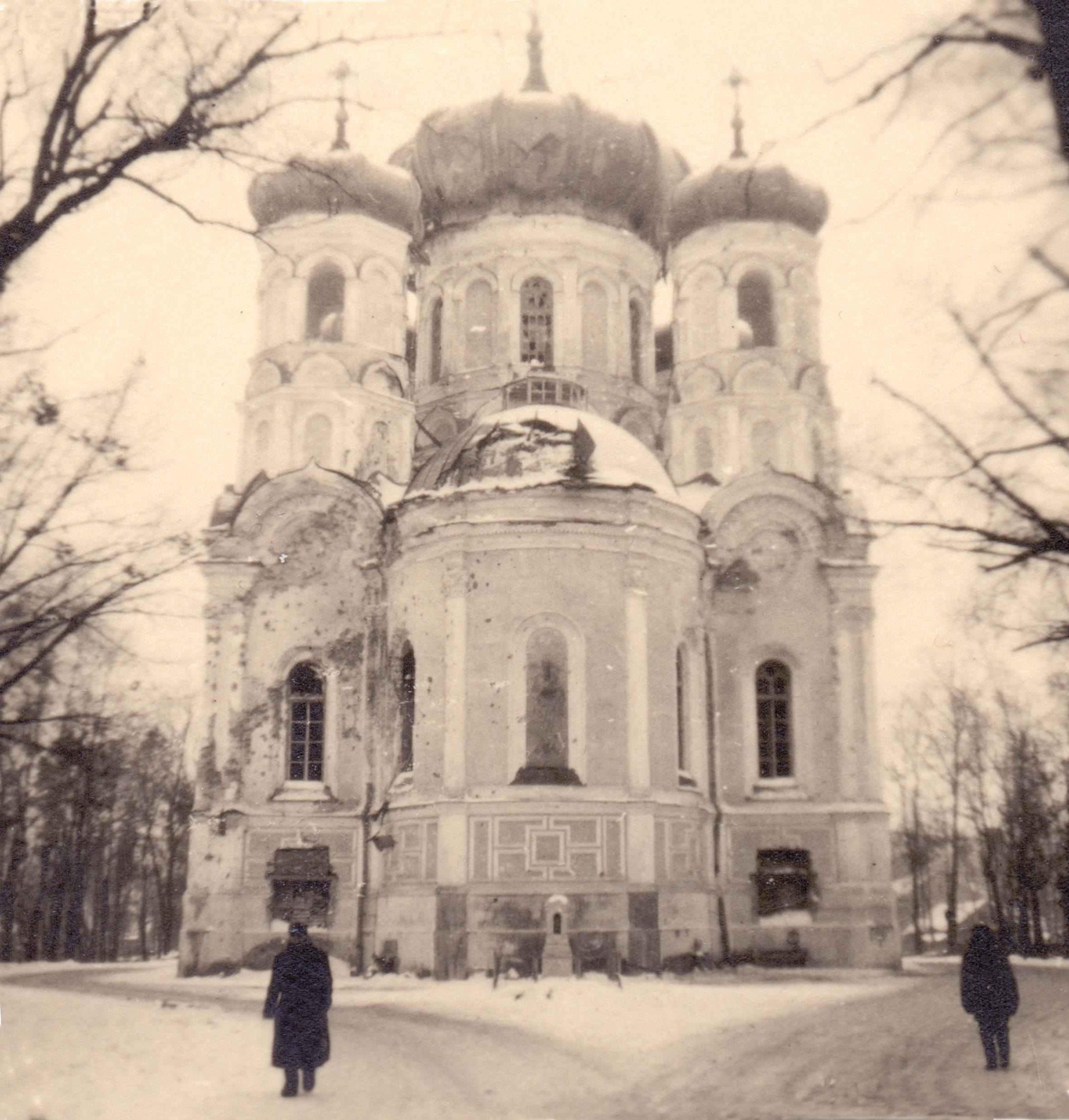
Catedral de Sant Pau danyada a Gàttxina durant l'ocupació alemanya; el cansament visible es deu tant als forts combats com a la negligència mostrada pel govern soviètic en les dècades anteriors.

Gàttxina va ser ocupada per l'Alemanya nazi des del dissabte 13 de setembre de 1941, després de la invasió alemanya de Rússia durant la Segona Guerra Mundial. Els alemanys van rebatejar la ciutat Lindemannstadt, en honor al general de la Wehrmacht Georg Lindemann, i van saquejar gran part del Palau Gàttxina per les seves col·leccions d'art. El 26 de gener de 1944, els alemanys van abandonar Lindemannstadt durant la seva retirada, incendiant el palau de Gàttxina i vandalitzant gran part del parc. La ciutat va ser ràpidament recuperada per l'Exèrcit Roig, i dos dies més tard va ser rebatejada pel seu nom original presoviètic, Gàttxina.

#### Reconstrucció
Després de la guerra, Gàttxina va ser reconstruïda segons els estàndards soviètics i es va convertir en la seu de l'Institut de Física Nuclear de Petersburg. L'extensió de la devastació del Palau Gatchina va ser extraordinària, i inicialment es va considerar un dany irreparable. Les obres de restauració van continuar durant més de 60 anys, i algunes pGàttxinaeces de la col·lecció d'art van ser recuperades i retornades a Gàttxina. Avui, una secció del Palau Gàttxina està parcialment enllestida i algunes sales estatals i les sales de l'Arsenal ja estan obertes al públic. Altres zones del palau, incloses les del tsar Alexandre III, romanen tancades i sense restaurar.
L'any 1990, poc abans de la dissolució de la Unió Soviètica, el palau de Gàttxina i els edificis supervivents del centre històric de Gàttxina es van convertir en Patrimoni de la Humanitat per la UNESCO, com a part del conjunt més ampli de monuments de Sant Petersburg i relacionats. L'any 1999, Gàttxina va ser guardonada com la Ciutat més còmoda de Rússia, un concurs de qualitat de vida per a pobles i ciutats russes, ocupant el primer lloc a la Categoria III, la categoria per a ciutats amb una població de menys de 100.000 habitants. El 2010, l'estatus de Gàttxina com a ciutat històrica de Rússia va ser revocat.

## Divisió administrativa i municipal
En el marc de les divisions administratives, Gatchina serveix com a centre administratiu del districte de Gatchinsky. Com a divisió administrativa, s'incorpora al districte de Gatxinski com a Formació municipal de l'assentament de Gatxinskoie. Com a divisió municipal, la formació municipal de l'assentament de Gatxinskoie s'incorpora al districte municipal de Gatxinski com a assentament urbà .

## Economia

### Indústria
A Gàttxina, hi ha diverses empreses relacionades amb la indústria de la fusta, inclosa una fàbrica paperera, i amb la indústria alimentària.

### Transport

Mapa de dues línies de ferrocarril a Gàttxina

Gàttxina és un important node ferroviari. Un ferrocarril, que va de nord a sud, connecta l’estació de tren de Baltiysky a St. Petersburg amb Dno i Nevel. Dins dels límits de la ciutat, els trens suburbans en aquesta direcció paren a l'andana de Tatyanino i l'estació de Gàttxina-Varshavskaia. Un altre ferrocarril, també de l'estació de Baltiiski, arriba a Gàttxina pel nord-oest i té dues parades, Mariyenburg i Gàttxina-Passazhirskaia-Baltiiskaia. Encara un altre ferrocarril va al sud del centre de la ciutat d'est a oest i connecta Mga via Ulianovka amb Volosovo. L'estació de ferrocarril d'aquesta línia a Gàttxina és Gatchina-Tovarnaya-Baltiyskaya.
L’autopista M²0 que connecta St. Petersburg i Pskov, travessa Gàttxina de nord a sud. Al sud de Gàttxina, creua l'autopista A120, que envolta St. Petersburg. Una carretera asfaltada connecta Gàttxina amb Kingisepp a través de Volosovo. També hi ha carreteres locals.

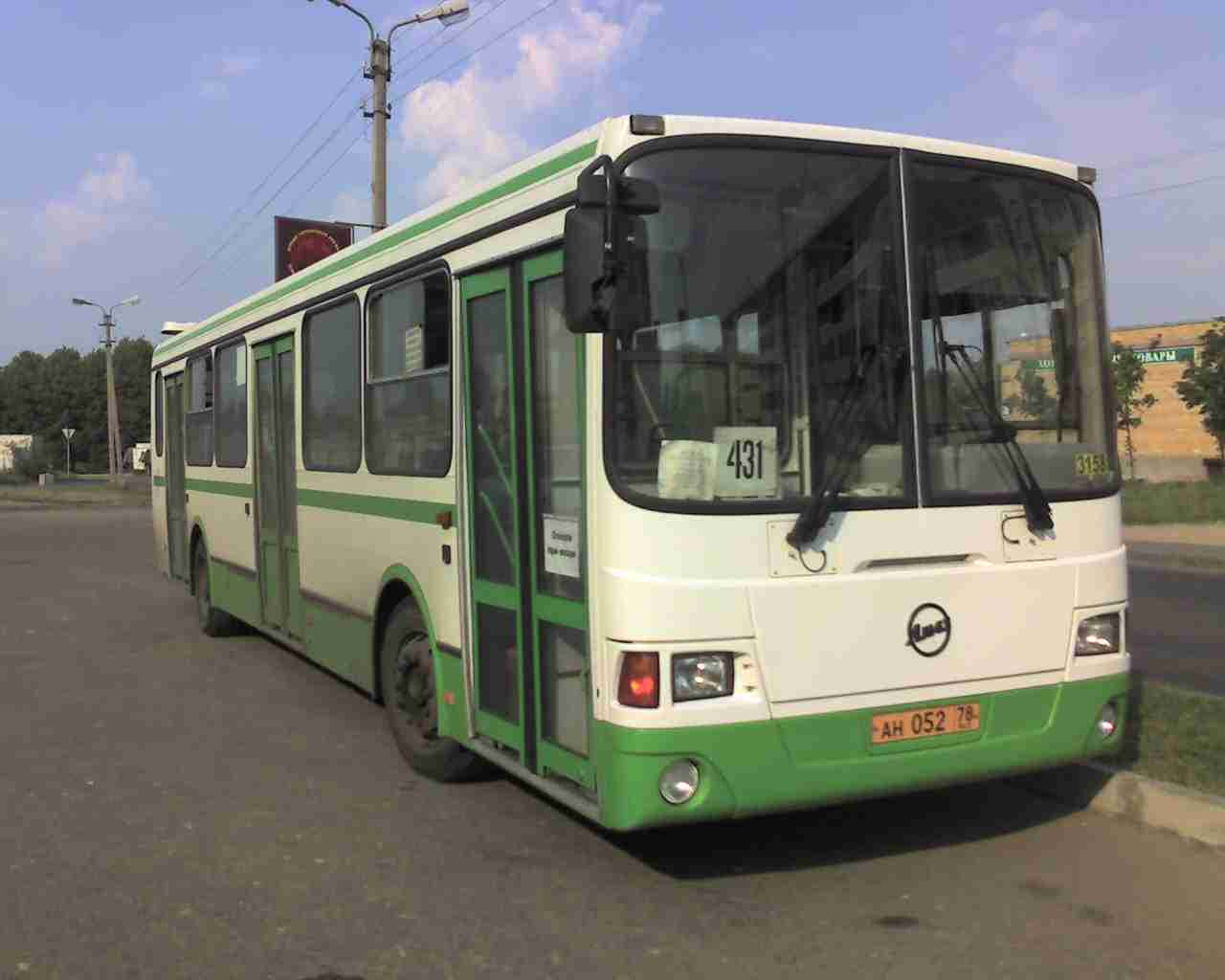
LiAZ-5256 en una ruta a Gàttxina

### Ciència
Gàttxina és la seu de l’Institut de Física Nuclear de Petersburg.

## Ciutats agermanades
Gàttxina està agermanada amb:
- Eskilstuna, Suècia

- Ettlingen, Alemanya

- Coatbridge, Regne Unit

- Moldàvia Chișinău, Moldàvia